# مون دو مارسان
مون دو مارسان (بالفرنسية: Mont-de-Marsan )‏ هي بلدية فرنسية تقع في إقليم لاند، وهي عاصمتها، بلغ عدد سكانها 31,334 نسمة وذلك حسب إحصائيات سنة 2013، تبلغ مساحتها 36.88 كيلومتر مربع، رمزها البريدي هو 40000.

## الموقع
تشترك في الحدود مع:
- Uchacq-et-Parentis [الإنجليزية]‏
- Mazerolles, Landes [الإنجليزية]‏
- Saint-Avit, Landes [الإنجليزية]‏
- Campet-et-Lamolère [الإنجليزية]‏
- Bretagne-de-Marsan [الإنجليزية]‏
- Saint-Pierre-du-Mont, Landes [الإنجليزية]‏.

## مدن توأم
المدن التوأم:
- ألينغسوس
- Alingsås Municipality [الإنجليزية]‏.

## أعلام
- ماتيو يموان
- إيلين داروز
- بينوا أوقست
- أوغستين جينس
- فالنتاين بنروز
- خيسوس لويس أوكانيا
- سيث كارلن
- كاثرين من نافارا